# Серро-Драгон (нафтогазове родовище)
Серро-Драгон (ісп. Cerro Dragon) — аргентинське нафтогазове родовище у південній провінції Чубут, в 70 км від міста Комодоро-Рівадавія. 

## Загальний опис
Останнє з початку 20 століття було центром нафтовидобутку країни, а саме Серро-Драгон протягом тривалого періоду розроблялось саме як нафтове родовище.
Поклади вуглеводнів розташовані у відкладеннях середньої та пізньої крейдової епохи. Колектори — пісковики із високою пористістю (в середньому 20 %) та середньою проникністю. Родовище складається з біля 30 окремих структур товщиною від 180 до понад 300 метрів, у складі яких налічується по 20-50 продуктивних пропластків з індивідуальною товщиною 1-10 метрів.

## Видобуток нафти
Розробка почалась у 1958 році, а у 1974-му досягнули піку видобутку з показником 9 тисяч барелів на день. Для збільшення коефіцієнту віддачі з 1969 року застосовується підтримка пластового тиску шляхом впровадження заводнення.
Проведені на початку 21 століття додаткові розвідувальні роботи дозволили виявити нові суттєві ресурси вуглеводнів. Згідно проведеного у 2011 році аудиту, підтверджені залишкові видобувні запаси складали 897 млн барелів нафти, підтверджені та ймовірні (2Р) — 1187 млн барелів, що виводило Серро-Драгон за міжнародною класифікацією до розряду гігантських.
Завдяки цьому, а також капіталовкладенням у інтенсифікацію видобутку (починаючи з 2008 року буріння по 200 свердловин на рік, що дозволило станом на 2015-й довести їх кількість до 3190 продуктивних та 647 нагнітальних), видобуток на родовищі знову почав зростати та навіть значно перевищив колишні досягнення. Так, у лютому 2015 року видобуток нафти досяг 96 тисяч барелів на день, або 18 % від загального показника нафтової галузі Аргентині.  

## Видобуток газу
Згідно згаданого вище аудиту, станом на 2011 рік підтверджені залишкові видобувні запаси газу становили 32 млрд м³, підтверджені та ймовірні (2Р) –  44 млрд м³. Враховуючи це, а також зростаючий попит на блакитне паливо, у 2001 році приступили до його комерційного видобутку на Серро-Драгон. Станом на лютий 2015-го виробництво газу досягло 8,5 млн м³ на день, або 7,5 % від загального видобутку в Аргентині.
Для транспортування видобутого газу можуть використовуватись газогони General San Martin (веде до столичного регіону) та Patagonico (постачає райони на північний захід від родовища, включно з приандською зоною).

## Оператори родовища
Розробку родовища з самого початку здійснювала компанія Amoco, що у 1997 році передала роль оператора спільному підприємству Pan American Energy, в якому володіла більш ніж половиною капіталу. Проте у 2010 році ВР (правонаступник Amoco) в межах збору коштів для відшкодування збитків, завданих аварією на платформі Deepwater Horizon в Мексиканській затоці, продала свою частку іншому співвласнику Pan American Energy — аргентинській компанії Bridas, половиною якої в свою чергу володіє китайська  CNOOC. Виручена ВР від продажу сума оцінювалась у 7,1 млрд доларів США.